# Ергостерин
Ергостерин (ергоста-5,7,22-трієн-3β-ол) — це стерол, знайдений у грибах, назва якого походить від «ergot» (ріжки), грибу із роду Claviceps, із якого ергостерин був вперше виділений. Ергостерин не зустрічається в рослинних або тваринних клітинах. Він є компонентом клітинних мембран дріжджів та грибів, виконуючи ту ж саму функцію, що холестерин виконує у тваринних клітинах.
Іноді повідомляється, що ергостерин було знайдено в рослинах — таких, як жито та люцерна (включно із пагонами люцерни), та в квітах хмелю. Тим не менш, таке виявлення скоріше за все — це виявлення присутності грибного зараження (а інколи забруднення) на рослинах, оскільки гриби створюють складову частину системи розкладу трави. Така техніка виявлення ергостерину може таким чином бути використана для аналізу трави, зерен та харчових систем для виявлення наявності грибів.
Оскільки ергостерин — це провітамін вітаміну D2, ультрафіолетове опромінювання трав'яного матеріалу, що містить гриби, може привести до вироблення вітаміну D2 але треба відзначити, що це не є справжнє вироблення D вітаміну рослиною, а перетворення ергостерину грибного походження у активну форму під дією УФ-випромінювання.

## Історія відкриття
У 1889 році Шарль Танре оприлюднив свою роботу, у якій він описав нову кристаллічну сполуку, що за своми властивостями наближається до відомого вже тоді холестерину. A для того, щоб нагадати про зв'язок цієї сполуки з холестерином, він запропонував назвати її ергостерином (ergostérine). Для приготування ергостерину було взято уражене ріжками жито, з якого спиртом і етером було екстраговано суміш органічних речовин, що містить ергостерин. Після багатьох перекристаллізацій та омилення жиру, що забруднює матеріал, було отримано 0,2 грама очищеного матеріалу на 1000 грамів вихідного субстрату.
Хімічна структура ергостерину була встановлена у 1933 році після того, як було доведено взаємозв'язок алкану ергостану з холієвою кислотою та холестерином.

## Прекурсорвітаміну D2
Ергостерин є біологічним прекурсором (провітаміном) вітаміну D2. Він перетворюється на віостерол під дією ультрафіолету, а потім змінюється на ергокальціферол, форму вітаміну D, також відому як D2 або D2. З цієї причини, коли дріжджі або гриби піддаються ультрафіолетовому випромінюванню, утворюються значні обсяги вітаміну D.
Схожий процес вироблення харчового вітаміну D з грибів полягає у тому, що молочних корів годують дієтою, що містить УФ-опромінені дріжджі. Вітамін згодом потрапляє в молоко. Однак, такий процес збільшення вітаміну ніколи не був таким поширеним, як беспосереднє «збагачення» молока, тобто додання вітаміну D3 до молока. Також він був менш поширений, аніж попередній процес Штенбоку, в якому молоко було піддано УФ світлу, що перетворював природний 7-дегідрохолестерин молока на вітамін D3.

## Мішень для протигрибних ліків
Оскільки ергостерин є присутнім у клітинних мембранах грибів, але відсутній в мембранах клітин тварин, він є корисною мішенню протигрибних ліків. Ергостерин є також присутнім у клітинних мембранах деяких протистів, таких як трипаносома. На основі цього діють деякі лікарняні препарати проти сонної хвороби.
Амфотерицин В, протигрибний препарат, атакує ергостерин. Він фізично приєднується до ергостерину у клітинній мембрані, створюючи пори (порожнечі) в грибних мембранах. Це спричиняє те, що іони (переважно калій і протони) та інші молекули витікають назовні, що вбиває клітину.. Амфотерицин В було замінено безпечнішими препаратами у більшості випадків, але його все ще використовують, незважаючи на побічні ефекти, для лікування грибкових або найпростіших інфекцій.
Міконазол, ітраконазол та клотримазол діють по-іншому, блокуючи синтез ергостерину із ланостерину. Ергостерин менша молекула, ніж ланостерин. Дві молекули фарнезил фосфату, терпеноїду, що містить 15 атомів вуглецю, комбінуються, утворюючи ланостерин, який має 30 атомів C. Далі, дві метильні групи видаляються, формуючи ергостерин. Цей клас протигрибних препаратів блокує фермент, який здійснює етапи деметиляції в біосинтезі ергостерину з ланостерину.

## Інші використання
Ергостерин використовується також як індикатор грибної біомаси у ґрунті. Хоча він все-таки розкладається з часом, але при низьких температурах й у темряві, цей розклад можна уповільнити або повністю зупинити.
Дослід показав, що ергостерин може мати протиракові властивості.

## Токсичність
При ковтанні великої кількості ергостерину може виникати гіперкальціємія, яка, при довготривалій дії, може призвести до відкладення солей кальцію в м'яких тканинах, особливо у нирках.